# Katie Fleckenstein
Katie Fleckenstein (22 luglio 1999) è una sciatrice alpina canadese.

## Biografia
Attiva in gare FIS dal novembre del 2015, la Fleckenstein ha esordito in Nor-Am Cup il 18 novembre 2017 a Loveland in slalom speciale (40ª). Non ha debuttato in Coppa del Mondo né preso parte a rassegne olimpiche o iridate.

## Palmarès

### Nor-Am Cup
- Miglior piazzamento in classifica generale: 57ª nel 2018

### Campionati canadesi
- 1 medaglia:
  - 1 bronzo (discesa libera nel 2016)